# John Goodricke
John Goodricke FRS (n. 17 septembrie 1764, Groningen, Provinciile Unite – d. 20 aprilie 1786, York, Regatul Marii Britanii) a fost un astronom amator englez. El este cel mai bine cunoscut pentru observațiile sale asupra stelei variabile Algol (Beta Persei) în 1782.

## Viața și opera
John Goodricke, numit după străbunicul său Sir John Goodricke, 1617-1670 (a vedea baroneții Goodricke⁠(d) de Ribston Hall⁠(d)), s-a născut în Groningen în Olanda, dar a trăit majoritatea vieții sale în Anglia. El a devenit surd în copilărie din cauza unei boli grave. Părinții lui l-au trimis la Academia Thomas Braidwood⁠(d), o școală pentru elevi surzi⁠(d) din Edinburgh, iar în 1778 la Academia Warrington⁠(d).
După ce a plecat din Warrington, Goodricke s-a întors să locuiască cu părinții săi în York. Acolo, el a devenit prieten cu vecinul lui, Edward Pigott, al cărui tată, Nathaniel Pigott⁠(d), a construit un observator privat sofisticat. Edward era deja interesat de stelele variabile, și a dat lui Goodricke o listă cu cele pe care le credea importante pentru observație.
Goodricke este creditat cu descoperirea variației periodice a δ Cephei, exemplul prototipic al stelelor variabile cefeide.
Deși mai multe stele erau deja cunoscute a varia în magnitudine aparentă, Goodricke a fost primul care a propus un mecanism pentru a explica acest lucru. El a sugerat că Algol este ceea ce este acum cunoscut ca o binară eclipsatoare. El a prezentat descoperirile sale la Royal Society în mai 1783, și pentru acest lucru, Societatea i-a acordat Medalia Copley pentru acel an. El a fost ales membru al Royal Society pe 16 aprilie 1786. El nu a aflat niciodată de această onoare totuși, deoarece a murit patru zile mai târziu de pneumonie. Nu a fost căsătorit.

## Goodricke în Yorkshire

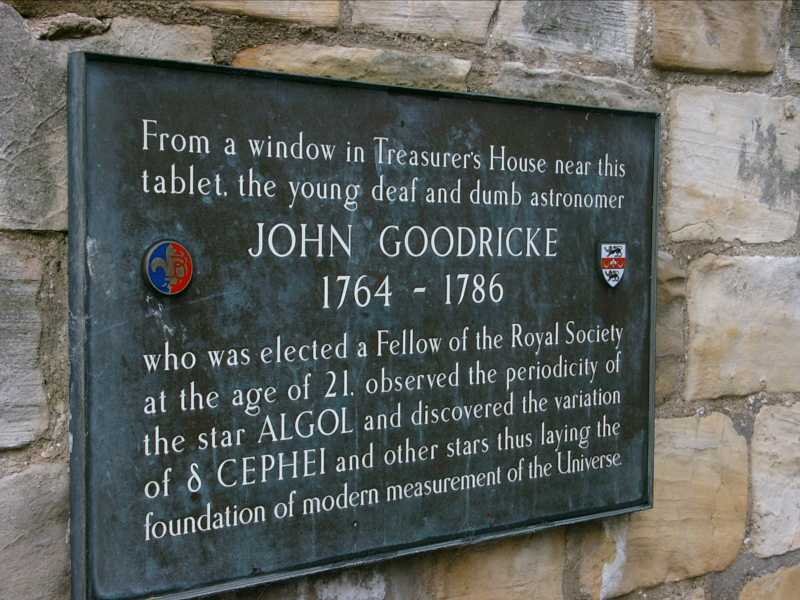
Marker pentru John Goodricke în York, Anglia

Goodricke a fost înmormântat la Biserica din Hunsingore, în Yorkshire, împreună cu multe dintre rudele sale.
Astăzi există un marker în York, lângă situl observatorului lui John Goodricke.
Între octombrie 2005 și Martie 2006, Sean Ellingham si James Valner de la Universitatea din York,⁠(d) a întreprins un proiect pentru a găsi poziția observatorului lui Goodricke folosind datele pe care el le-a înregistrat. Un studiu din 1949 realizat de Sidney Melmore a arătat că Goodricke a lucrat din Trezorerie (acum deținută de National Trust⁠(d)) foarte aproape de York Minster⁠(d). Prin re-crearea observațiilor lui Goodricke, cei doi studenți din York au putut să concludă că el observase de la fereastra cea mai estică de la etajul al doilea, privind spre sud, spre Minster.
El este îngropat alături de bunicii săi, părinții, fratele și nepotul în curtea bisericii din Hunsingore⁠(d), North Yorkshire. În prezent, singura piatră care marchează locurile lor de îngropare spune "Bolta Goodricke."
Colegiul Goodricke⁠(d) la Universitatea din York⁠(d) este numit după Goodricke. Există, de asemenea, o sculptură modernă numită Algol pe terenul acesteia.

## Onoruri
Asteroidul 3116 Goodricke este numit pentru John Goodricke.
Universitatea din York are un Colegiu Goodricke numit după John Goodricke.
În 2012, o organizație non-profit numită după John Goodricke a fost înființată în Armenia de către un grup de astronomi amatori.

## Legături externe
- „Goodricke's life and astronomical work”. Arhivat din original la 22 iunie 2006. Accesat în 12 decembrie 2016.- Dispune de animații de diferite tipuri de stele variabile.
- Goodricke, Michael. „John Goodricke”. Arhivat din original la 25 mai 2009. Accesat în 13 mai 2009.
- John Goodricke la Find a Grave